# Hemiscopis
Hemiscopis é um gênero de mariposa pertencente à família Crambidae.